# Zvonar crkve Notre Dame (1996.)
Zvonar crkve Notre Dame (eng.) The Hunchback of Notre Dame je američki animirani film iz 1996. godine i 34. film iz Disneyjevog studija. Radnja je temeljena na istoimenomu romanu Victora Hugoa.

## Glasovi
| Uloge         | Glas                                 |
| ------------- | ------------------------------------ |
| Quasimodo     | Tom Hulce                            |
| Esmeralda     | Demi Moore Heidi Mollenhauer (pjeva) |
| Claude Frollo | Tony Jay                             |
| Phoebus       | Kevin Kline                          |
| Hugo          | Jason Alxander                       |
| Victor        | Charles Kimbrough                    |
| Laverne       | Mary Wickes                          |
| Clopin        | Paul Candel                          |
| Biskup        | David Orgen Stiers                   |

## Radnja
Radnja je smještena u srednjovjekovni Pariz. Ispred katedrale Notre-Dame lutkar Clopin pripovijeda priču o tome tko je Quasimodo, zvonar katedrale.
Prije nekoliko godina Romi su nezakonito ulazili u grad, a među njima je bio i jedan bračni par s djetetom. Frollo, koji se brine za pravdu u gradu, nikad ih nije volio i uvijek ih je zatvarao i dao ubiti. Misleći da žena u ruci ima nešto ukradeno dao se u potjeru za njom. Potjera završava ispred katedrale kada ju Frollo gurne i uzme dijete. Vidjevši da je dijete ružno krene prema obližnjem bunaru i htjede ga baciti misleći da je vrag. U tom trenutku biskup ga zaustavi i počne huditi što je ubio ženu ispred Božje kuće. Frollo shvati grešku i odluči ga posvojiti i sakriti u zvonik. Frollo je djetetu dao ime Quasimodo što u prijevodu znači poluformiran, jer je grbav i ima ružno lice.
Dvadesetak godina nakon toga Quasimodo je odrastao, živi u zvoniku s 3 vodorige koje  "oživljavaju". U međuvremenu se na trgu odvijaju pripreme za festival te vodorige nagovoraraju Quasimoda da stavi plašt i otiđe među ljude, jer mu je Frollo zabranio izlazak iz crkve. Odjedanput Frollo dolazi u posjet kako bi ručali i ponovili abecedu. Quasimodo umjesto riječi Forgivness (Oproštaj) kaže festival, a Frollo odmah shvati da je Quasimodo htio ići na festival te mu objašnjava da je vanjski svijet zloban i da ćemu nauditi ako izađe. No, Quasimodo se ipak odluči zamaskiran otići.
U Pariz dolazi Phoebus, kapetan straže, i pomogne Romkinji Esmeraldi da pobjegne od stražara koji su je htjeli uhititi. Phoebus odlazi u "Palaču pravde" gdje Frollo objašnjava kako želi pronaći romsko sklonište i sve Rome spaliti.
Ispred katedrale počinje festival. Quasimodo slučajno upadne u Esmeraldninu svlačionicu i ona mu kaže da ubuduće pripazi kamo hoda. Usput mu pohvali "masku", ne znajući da mu je to pravo lice. Na trg dolaze Frollo i Phoebus, a Esmeralda počne plesati te u sklopu točke dođe Frollu i oko vrata mu zaveže šal. Nakon Esmeraldina plesa Clopin najavi da je vrijeme da okrune Kralja festivala, onoga tko ima najružnije lice u gradu, i to na kraju postane Quasimodo, kojeg nakon slavlja publika počne ismijavati i bacati voće po njemu. Quasimodo traži pomoć od Frolla no on se pravi da ga ne pozna. Esmeralda zaustavlja cijelu zbrku i oslobađa Quasimoda, a Frollo naređuje da ju se uhiti. Esmeralda nakon potjere misteriozno nestane, ali ju Phoebus ugleda kako ulazi u katedralu te uđe i on.
U katedrali Esmeralda isprva misli da ju Phoebus želi uhititi, no on kaže da sve dok je ona u crkvi to ne može učiniti. Esmeralda shvati da je on drugačiji od ostalih vojnika. Frollo također uđe i naređuje da ju se uhiti, ali biskup opet dolazi i otjera Frolla iz katedrale, te objasni Esmeraldi kako su svi dobrodošli u Božji dom. Frollo u međuvremenu stavi stražare ispred ulaza u katedralu i naredi da uhite Romkinju ako izađe. Esmeralda ugleda Quasimoda, koji brzo pobjegne u zvonik, krene za njim kako bi razgovarala.
U zvoniku Esmeralda shvati da ga Frollo krivo uči te mu pokuša objasniti, dok Quasimodo shvati kako je Esmeralda dobra i pažljiva te joj odluči pomoći da pobjegne, a da ju stražari ne uoče. Na odlasku Esmeralda mu da lanćić s mapom grada na kojoj je nacrtano romsko sklonište. Quasimodo kasnije osjeti da se je zaljubio u nju.
Frollo također u međuvremenu osjeti da se zaljubio u Esmeraldu te odluči da će napraviti sve da ju pronađe, pa makar i da spali cijeli grad, i pridobije. Također baca kletvu na nju i obećava da će gorjeti u paklu ako se ne pokori. Frollo dobiva informaciju kako je Romkinja pobjegla i odluči zamisli provesti u djelo.
Iduće jutro počinje potraga za Esmeraldom. Frollo odluči prvo spaliti mlinarevu kuću jer su u njoj pronašli romske stvari, no Phoebus ne želi spaliti nevine ljude pa Frollo sam spali mlin i naredi da se Phoebusa, koji spasi mlinarevu obitelj, smakne. Na sreću Esmarelda je, obučena u starca, uspjela Phoebusu pomoći da pobjegne, no srijelci ga ranjavaju, a on padne u rijeku. Esmeralda ga ponovno spasi i odnese Quasimodu u zvonik. Kipovi u zvoniku ojašnjavaju Quasimodu da je on pravi čovjek za Esmeraldu. Ona se vrati, a Quasimodo se razveseli što ju ponovno vidi i sakrije Phoebusa koji se budi i zahvali Esmeraldi na svemu, te se njih dvoje poljube, što Quasimodu slomi srce.
Odjedanput Frollo, koji je naslutio da je Quasimodo pomogao Esmeraldi da pobjegne iz katedrale, dolazi u posjet Quaasimodu te ga optužuje da je zbog njega cijeli Pariz u plamenu. Na kraju mu Frollo otkrije da će ujutro napasti romsko sklonište s cijelom vojskom.
Phoebus i Quasimodo odluče pronaći sklonište i upozoriti na opasnost te krenu istu noć. Romsko sklonište se nalazilo ispod groblja. Phoebusa i Quasimoda uhvati zasjeda te ih optuže da su Frollovi špijuni, no Esmeralda ih uvjeri da su na njihovoj strani. Phoebus im kaže da će Frollo doći i uhititi ih te da trebaju što prije pobjeći. Frollo, koji ih je pratio, uđe u sklonište i zarobi sve te se začudi da je Phoebus još živ.
Sljedeći dan ispred katedrale se održava spaljivanje, a Frollo Esmeralddu optuži za vještičarenje i osudi. Quasimoda su vojnici lancima zavezali oko stupova zvonika, no on se uspije osloboditi i spasiti Esmeraldu, a Frollo se razljuti i odluči vojnom silom ući u katedralu. Phoebus, koji je također bio zatvoren, oslobodi se i nagovori narod da napadnu vojnike i obrane Božji dom. Frollo u međuvremenu uđe u zvonik i odluči ubiti i Quasimoda i Esmeraldu, no posklizne se sa zida, padne među ljude i umre. Quasimodo se također posklizne, ali ga Phoebus uspije uhvatiti na pola puta.
Esmeralda, Phoebus i Quasimodo izađu iz katedrale, a narod shvati da je Frollo bio okrutan, a Quasimodo dobar.

## Razlike između flma i knjige
Iako je film napravljen prema knjizi Victora Hugoa film ima nekih "novina":
- Lik Frolla u knjizi nije tako opisan[2]
- Vodorige koje oživljavaju u knjizi su opisani kao najobičniji kipovi s kojima Quasimodo razgovara[3]

## Nagrade
Film je bio nominiran za nagradu Oscar u kategoriji za najbolju glazbu

## Vanjske poveznice
- http://disney.wikia.com/wiki/The_Hunchback_of_Notre_Dame
- http://www.imdb.com/title/tt0116583/?ref_=fn_al_tt_1